# Арбанаши (Бузау)
Арбанаши (рум. Arbănași) насеље је у Румунији у округу Бузау у општини Бечени. Насеље се налази на надморској висини од 395 m.